# 프리미어리그 2013-14
프리미어리그 2013-14는 1992년 설립된 잉글랜드의 프로 축구 리그 프리미어리그의 22번째 시즌이다. 시즌은 2013년 8월 17일 시작되었으며 2014년 5월 11일에 마감되었다. 일정은 2013년 6월 19일에 발표되었다.
시즌 마지막 날, 맨체스터 시티가 웨스트 햄 유나이티드를 2-0으로 꺾고 승점 86점으로 우승을 차지하였다.

## 참가 팀
2012-13 시즌에 참가한 팀들 가운데 상위 17팀과 풋볼 리그 챔피언십 2012-13에서 승격한 3팀 총 20팀이 리그에서 경쟁하게 된다.
2013년 4월 16일 카디프 시티가 풋볼 리그 챔피언십 2012-13에서 승격을 확정지었는데 이는 51년 만의 1부 리그 승격이다. 이로 인해 이번 시즌에는 카디프 시티와 스완지 시티의 라이벌 경기인 남부 웨일스 더비가 처음으로 1부 리그에서 열리게 된다. 또한 잉글랜드 외부 팀이 프리미어리그에 2팀이나 진출하는 것도 이번이 처음이다.
2013년 5월 4일에는 왓퍼드가 홈 경기에서 리즈 유나이티드에게 패하며 헐 시티가 3년 만의 1부 리그 승격을 확정지었다.
2013년 5월 27일에는 크리스털 팰리스가 풋볼 리그 챔피언십 플레이오프 결승전에서 왓퍼드를 꺾으며 마지막 승격팀의 자리를 차지하였다. 이로써 크리스털 팰리스는 2004-05 시즌 이후 처음으로 프리미어리그에서 뛰게 되었다.
이상 세 팀이 챔피언십으로 강등된 퀸즈 파크 레인저스와 레딩, 위건 애슬레틱을 대신하여 프리미어리그에서 활약하게 되었다.

### 경기장과 위치
| 팀                    | 경기장                 | 수용 인원 |
| --------------------- | ---------------------- | --------- |
| 아스널                | 에미레이트 스타디움    | 60,362    |
| 애스턴 빌라           | 빌라 파크              | 42,785    |
| 카디프 시티           | 카디프 시티 스타디움   | 26,828    |
| 첼시                  | 스탬퍼드 브리지        | 41,798    |
| 크리스털 팰리스       | 셀허스트 파크          | 26,309    |
| 에버턴                | 구디슨 파크            | 39,571    |
| 풀럼                  | 크레이븐 코티지        | 25,700    |
| 헐 시티               | KC 스타디움            | 25,586    |
| 리버풀                | 안필드                 | 45,276    |
| 맨체스터 시티         | 이티하드 스타디움      | 47,405    |
| 맨체스터 유나이티드   | 올드 트래퍼드          | 75,765    |
| 뉴캐슬 유나이티드     | 세인트 제임스 파크     | 52,405    |
| 노리치 시티           | 캐로우 로드            | 27,224    |
| 사우샘프턴            | 세인트 메리스 스타디움 | 32,689    |
| 스토크 시티           | 브리타니아 스타디움    | 27,740    |
| 선덜랜드              | 스타디움 오브 라이트   | 48,707    |
| 스완지 시티           | 리버티 스타디움        | 20,750    |
| 토트넘 홋스퍼         | 화이트 하트 레인       | 36,284    |
| 웨스트브로미치 앨비언 | 더 호손스              | 26,445    |
| 웨스트햄 유나이티드   | 불린 그라운드          | 35,016    |

### 감독과 주장, 스폰서
| 팀                     | 감독                       | 주장                | 유니폼 스폰서 | 메인 스폰서         |
| ---------------------- | -------------------------- | ------------------- | ------------- | ------------------- |
| 아스널                 | 아르센 벵거                | 페어 메르테자커     | 나이키        | 에미레이트 항공     |
| 애스턴 빌라            | 폴 램버트                  | 론 블라르           | 마크론        | 다파벳              |
| 카디프 시티            | 올레 군나르 솔셰르         | 마크 허드슨         | 푸마          | 말레이시아          |
| 첼시                   | 조제 모리뉴                | 존 테리             | 아디다스      | 삼성                |
| 크리스털 팰리스        | 토니 퓰리스                | 패트릭 매카시       | 아베크        | GAC 로지스틱스      |
| 에버턴                 | 로베르토 마르티네스        | 필 자기엘카         | 나이키        | 창                  |
| 풀럼                   | 펠릭스 마가트              | 브레데 항엘란       | 아디다스      | 마라톤벳            |
| 헐 시티                | 스티브 브루스              | 로베르트 코렌       | 아디다스      | 캐시 컨버터         |
| 리버풀                 | 브렌던 로저스              | 스티븐 제라드       | 워리어        | 스탠다드차타드 은행 |
| 맨체스터 시티          | 마누엘 페예그리니          | 뱅상 콤파니         | 나이키        | 에티하드 항공       |
| 맨체스터 유나이티드    | 라이언 긱스 (선수 겸 감독) | 네마냐 비디치       | 나이키        | 에이온              |
| 뉴캐슬 유나이티드      | 앨런 파듀                  | 파브리시오 콜로치니 | 푸마          | 웅가                |
| 노리치 시티            | 크리스 휴턴                | 러셀 마틴           | 에레아        | 아비바              |
| 사우샘프턴             | 마우리시오 포체티노        | 애덤 랄라나         | 아디다스      | 앱3                 |
| 스토크 시티            | 마크 휴즈                  | 라이언 쇼크로스     | 아디다스      | 벳365               |
| 선덜랜드               | 구스타보 포예트            | 존 오셰이           | 아디다스      | BFS 그룹            |
| 스완지 시티            | 개리 몽크 (선수 겸 감독)   | 애슐리 윌리엄스     | 아디다스      | GWFX                |
| 토트넘 홋스퍼          | 팀 셔우드                  | 마이클 도슨         | 언더아머      | HP                  |
| 웨스트 브로미치 앨비언 | 페페 멜                    | 크리스 브런트       | 아디다스      | 주플라              |
| 웨스트 햄 유나이티드   | 샘 앨러다이스              | 케빈 놀런           | 아디다스      | 알파리              |

### 감독 변화
| 팀                    | 전임 감독           | 사유           | 사임 일자        | 당시 순위      | 신임 감독               | 임명 일자        | 비고                       |
| --------------------- | ------------------- | -------------- | ---------------- | -------------- | ----------------------- | ---------------- | -------------------------- |
| 에버턴                | 데이비드 모이스     | 계약 종료      | 2013년 5월 19일  | 시즌 개막 이전 | 로베르토 마르티네스     | 2013년 6월 5일   |                            |
| 스토크 시티           | 토니 퓰리스         | 상호 합의      | 2013년 5월 21일  | 시즌 개막 이전 | 마크 휴스               | 2013년 5월 30일  |                            |
| 첼시                  | 라파엘 베니테스     | 임시 계약 종료 | 2013년 5월 27일  | 시즌 개막 이전 | 조제 모리뉴             | 2013년 6월 3일   | 레알 마드리드 CF 에서 경질 |
| 선덜랜드              | 파올로 디 카니오    | 경질           | 2013년 9월 22일  | 시즌 개막 이전 | 구스타보 포예트         | 2013년 10월 8일  |                            |
| 크리스털 팰리스       | 이언 홀로웨이       | 상호 합의      | 2013년 10월 23일 | 19위           | 토니 퓰리스             | 2013년 11월 23일 |                            |
| 맨체스터 유나이티드   | 알렉스 퍼거슨       | 은퇴           | 2013년 5월 8일   | 시즌 개막 이전 | 데이비드 모예스         | 2013년 5월 9일   |                            |
| 풀럼                  | 마르틴 욜           | 경질           | 2013년 12월 1일  | 18위           | 르네 뮬레스틴           | 2013년 12월 1일  |                            |
| 웨스트브로미치 앨비언 | 스티브 클라크       | 경질           | 2013년 12월 14일 | 16위           | 페페 멜                 | 2014년 1월 9일   |                            |
| 토트넘 홋스퍼         | 안드레 빌라스보아스 | 경질           | 2013년 12월 16일 | 7위            | 팀 셔우드               | 2013년 12월 23일 |                            |
| 카디프 시티           | 말키 매케이         | 경질           | 2013년 12월 27일 | 16위           | 올레 군나르 솔셰르      | 2014년 1월 2일   |                            |
| 스완지 시티           | 미카엘 라우드루프   | 경질           | 2014년 2월 4일   | 12위           | 개리 몽크               | 2014년 2월 4일   |                            |
| 풀럼                  | 르네 뮬레스틴       | 경질           | 2014년 2월 14일  | 20위           | 펠릭스 마가트           | 2014년 2월 14일  |                            |
| 노리치 시티           | 크리스 휴턴         | 경질           | 2014년 4월 6일   | 17위           | 닐 아담스               | 2014년 4월 6일   |                            |
| 맨체스터 유나이티드   | 데이비드 모예스     | 경질           | 2014년 4월 22일  | 7위            | 라이언 긱스 (임시 감독) | 2014년 4월 22일  | 주장에서 승격              |

## 리그 순위
| 순위 | 팀                    | 경기 | 승 | 무 | 패 | 득  | 실 | 차  | 승점 | 참가 자격 및 강등                    |
| ---- | --------------------- | ---- | -- | -- | -- | --- | -- | --- | ---- | ------------------------------------ |
| 1    | 맨체스터 시티 (C)     | 38   | 27 | 5  | 6  | 102 | 37 | +65 | 86   | UEFA 챔피언스리그 2014-15 조별 리그  |
| 2    | 리버풀                | 38   | 26 | 6  | 6  | 101 | 50 | +51 | 84   | UEFA 챔피언스리그 2014-15 조별 리그  |
| 3    | 첼시                  | 38   | 25 | 7  | 6  | 71  | 27 | +44 | 82   | UEFA 챔피언스리그 2014-15 조별 리그  |
| 4    | 아스널                | 38   | 24 | 7  | 7  | 68  | 41 | +27 | 79   | UEFA 챔피언스리그 2014-15 플레이오프 |
| 5    | 에버턴                | 38   | 21 | 9  | 8  | 61  | 39 | +22 | 72   | UEFA 유로파리그 2014-15 조별 리그1   |
| 6    | 토트넘 홋스퍼         | 38   | 21 | 6  | 11 | 55  | 51 | +4  | 69   | UEFA 유로파리그 2014-15 플레이오프2  |
| 7    | 맨체스터 유나이티드   | 38   | 19 | 7  | 12 | 64  | 43 | +21 | 64   |                                      |
| 8    | 사우샘프턴            | 38   | 15 | 11 | 12 | 54  | 46 | +8  | 56   |                                      |
| 9    | 스토크 시티           | 38   | 13 | 11 | 14 | 45  | 52 | -7  | 50   |                                      |
| 10   | 뉴캐슬 유나이티드     | 38   | 15 | 4  | 19 | 43  | 59 | -16 | 49   |                                      |
| 11   | 크리스털 팰리스       | 38   | 13 | 6  | 19 | 33  | 48 | -15 | 45   |                                      |
| 12   | 스완지 시티           | 38   | 11 | 9  | 18 | 54  | 54 | 0   | 42   |                                      |
| 13   | 웨스트햄 유나이티드   | 38   | 11 | 7  | 20 | 40  | 51 | -11 | 40   |                                      |
| 14   | 선덜랜드              | 38   | 10 | 8  | 20 | 41  | 60 | -19 | 38   |                                      |
| 15   | 애스턴 빌라           | 38   | 10 | 8  | 20 | 39  | 61 | -22 | 38   |                                      |
| 16   | 헐 시티               | 38   | 10 | 7  | 21 | 38  | 53 | -15 | 37   | UEFA 유로파리그 2014-15 3차 예선전3  |
| 17   | 웨스트브로미치 앨비언 | 38   | 7  | 15 | 16 | 43  | 59 | -16 | 36   |                                      |
| 18   | 노리치 시티 (R)       | 38   | 8  | 9  | 21 | 28  | 62 | -34 | 33   | 풋볼 리그 챔피언십 2014-15로 강등    |
| 19   | 풀럼 (R)              | 38   | 9  | 5  | 24 | 40  | 85 | -45 | 32   | 풋볼 리그 챔피언십 2014-15로 강등    |
| 20   | 카디프 시티 (R)       | 38   | 7  | 9  | 22 | 32  | 74 | -42 | 30   | 풋볼 리그 챔피언십 2014-15로 강등    |

* 마지막 업데이트 : 2014년 5월 12일
* 출처 : Barclays Premier League
* 순위 결정방식 : 
1) 승점; 2) 골 득실차; 3) 득점 수.
3: 헐 시티는 FA컵 2013-14 결승전에서 이미 챔피언스리그에 진출한 아스널을 만나기 때문에 UEFA 유로파리그 2014-15 진출 자격을 갖췄다. 아스널이 우승을 했으므로 헐 시티는 3차 예선에 진출하고 리그 6위 팀이 플레이오프, 5위 팀이 조별 리그에 진출한다.
* (C) = 우승; (R) = 강등; (P) = 승격; (O) = 플레이오프 승리; (A) = 다음 라운드 진출 
* 시즌이 끝나지 않은 경우만 사용되는 표시: 
(Q) = 대항전 진출 자격이 됨; (TQ) = 대항전 진출 자격이 됐으나 진출할 라운드가 정해지지 않음; (RQ) = 강등 결정전 진출 자격이 됨; (DQ) = 대항전 진출 자격을 잃음.

Hull City have qualified for the 2014–15 UEFA Europa League, as they will play Champions League-qualified Arsenal in the final of the 2013–14 FA Cup.

## 결과
| 원정홈                | 노리치 | NEW | LIV | MNC | MUN | SOT | SUN | SWA | STO | ARS | 애스턴 | EVE | WBA | WHU | CHE | CAR | CPA | TOT | FUL | HUL |
| 노리치 시티           |        | 0–0 | 2–3 | 0–0 | 0–1 | 1–0 | 2–0 | 1–1 | 1–1 | 0–2 | 0–1    | 2–2 | 0–1 | 3–1 | 1–3 | 0–0 | 1–0 | 1–0 | 1–2 | 1–0 |
| 뉴캐슬 유나이티드     | 2–1    |     | 2–2 | 0–2 | 0–4 | 1–1 | 0–3 | 1–2 | 5–1 | 0–1 | 1–0    | 0–3 | 2–1 | 0–0 | 2–0 | 3–0 | 1–0 | 0–4 | 1–0 | 2–3 |
| 리버풀                | 5–1    | 2–1 |     | 3–2 | 1–0 | 0–1 | 2–1 | 4–3 | 1–0 | 5–1 | 2–2    | 4–0 | 4–1 | 4–1 | 0–2 | 3–1 | 3–1 | 4–0 | 4–0 | 2–0 |
| 맨체스터 시티         | 7–0    | 4–0 | 2–1 |     | 4–1 | 4–1 | 2–2 | 3–0 | 1–0 | 6–3 | 4–0    | 3–1 | 3–1 | 2–0 | 0–1 | 4–2 | 1–0 | 6–0 | 5–0 | 2–0 |
| 맨체스터 유나이티드   | 4–0    | 0–1 | 0–3 | 0–3 |     | 1–1 | 0–1 | 2–0 | 3–2 | 1–0 | 4–1    | 0–1 | 1–2 | 3–1 | 0–0 | 2–0 | 2–0 | 1–2 | 2–2 | 3–1 |
| 사우샘프턴            | 4–2    | 4–0 | 0–3 | 1–1 | 1–1 |     | 1–1 | 2–0 | 2–2 | 2–2 | 2–3    | 2–0 | 1–0 | 0–0 | 0–3 | 0–1 | 2–0 | 2–3 | 2–0 | 4–1 |
| 선덜랜드              | 0–0    | 2–1 | 1–3 | 1–0 | 1–2 | 2–2 |     | 1–3 | 1–0 | 1–3 | 0–1    | 0–1 | 2–0 | 1–2 | 3–4 | 4–0 | 0–0 | 1–2 | 0–1 | 0–2 |
| 스완지 시티           | 3–0    | 3–0 | 2–2 | 2–3 | 1–4 | 0–1 | 4–0 |     | 3–3 | 1–2 | 4–1    | 1–2 | 1–2 | 0–0 | 0–1 | 3–0 | 1–1 | 1–3 | 2–0 | 1–1 |
| 스토크 시티           | 0–1    | 1–0 | 3–5 | 0–0 | 2–1 | 1–1 | 2–0 | 1–1 |     | 1–0 | 2–1    | 1–1 | 0–0 | 3–1 | 3–2 | 0–0 | 2–1 | 0–1 | 4–1 | 1–0 |
| 아스널                | 4–1    | 3–0 | 2–0 | 1–1 | 0–0 | 2–0 | 4–1 | 2–2 | 3–1 |     | 1–3    | 1–1 | 1–0 | 3–1 | 0–0 | 2–0 | 2–0 | 1–0 | 2–0 | 2–0 |
| 애스턴 빌라           | 4–1    | 1–2 | 0–1 | 3–2 | 0–3 | 0–0 | 0–0 | 1–1 | 1–4 | 1–2 |        | 0–2 | 4–3 | 0–2 | 1–0 | 2–0 | 0–1 | 0–2 | 1–2 | 3–1 |
| 에버턴                | 2–0    | 3–2 | 3–3 | 2–3 | 2–0 | 2–1 | 0–1 | 3–2 | 4–0 | 3–0 | 2–1    |     | 0–0 | 1–0 | 1–0 | 2–1 | 2–3 | 0–0 | 4–1 | 2–1 |
| 웨스트브로미치 앨비언 | 0–2    | 1–0 | 1–1 | 2–3 | 0–3 | 0–1 | 3–0 | 0–2 | 1–2 | 1–1 | 2–2    | 1–1 |     | 1–0 | 1–1 | 3–3 | 2–0 | 3–3 | 1–1 | 1–1 |
| 웨스트햄 유나이티드   | 2–0    | 1–3 | 1–2 | 1–3 | 0–2 | 3–1 | 0–0 | 2–0 | 0–1 | 1–3 | 0–0    | 2–3 | 3–3 |     | 0–3 | 2–0 | 0–1 | 2–0 | 3–0 | 2–1 |
| 첼시                  | 0–0    | 3–0 | 2–1 | 2–1 | 3–1 | 3–1 | 1–2 | 1–0 | 3–0 | 6–0 | 2–1    | 1–0 | 2–2 | 0–0 |     | 4–1 | 2–1 | 4–0 | 2–0 | 2–0 |
| 카디프 시티           | 2–1    | 1–2 | 3–6 | 3–2 | 2–2 | 0–3 | 2–2 | 1–0 | 1–1 | 0–3 | 0–0    | 0–0 | 1–0 | 0–2 | 1–2 |     | 0–3 | 0–1 | 3–1 | 0–4 |
| 크리스털 팰리스       | 1–1    | 0–3 | 3–3 | 0–2 | 0–2 | 0–1 | 3–1 | 0–2 | 1–0 | 0–2 | 1–0    | 0–0 | 3–1 | 1–0 | 1–0 | 2–0 |     | 0–1 | 1–4 | 1–0 |
| 토트넘 홋스퍼         | 2–0    | 0–1 | 0–5 | 1–5 | 2–2 | 3–2 | 5–1 | 1–0 | 3–0 | 0–1 | 3–0    | 1–0 | 1–1 | 0–3 | 1–1 | 1–0 | 2–0 |     | 3–1 | 1–0 |
| 풀럼                  | 1–0    | 1–0 | 2–3 | 2–4 | 1–3 | 0–3 | 1–4 | 1–2 | 1–0 | 1–3 | 2–0    | 1–3 | 1–1 | 2–1 | 1–3 | 1–2 | 1–1 | 1–2 |     | 2–2 |
| 헐 시티               | 1–0    | 1–4 | 3–1 | 0–2 | 2–3 | 0–1 | 1–0 | 1–0 | 0–0 | 0–3 | 0–0    | 0–2 | 2–0 | 1–0 | 0–2 | 1–1 | 0–1 | 1–1 | 6–0 |     |

2014년 4월 28일까지 치른 모든 경기를 대상으로 함.
출처: 프리미어리그
색상: 파랑 = 홈팀 승; 노랑 = 무승부; 빨강 = 원정 팀 승.

## 시즌 기록

### 득점
- 시즌 첫 골: 스토크 시티전 리버풀의 대니얼 스터리지 (2013년 8월 17일)[10]
- 시즌 최단 시간 골: 12초 (아스미르 베고비치 (GK); 스토크 시티 1-1 사우샘프턴 2013년 11월 2일)
- 최다 점수차 승리: 7골[2]
  - 맨체스터 시티 7-0 노리치 시티 (2013년 11월 2일)
- 최다 점수 경기: 9골[2]
  - 맨체스터 시티 6-3 아스널 (2013년 12월 14일)
  - 카디프 시티 3-6 리버풀 (2014년 3월 22일)
- 단일팀 한 경기 최다 득점: 7골[2]
  - 맨체스터 시티 7-0 노리치 시티 (2013년 11월 2일)
- 패배팀 최다 득점: 3골
  - 선덜랜드 3-4 첼시 (2013년 12월 4일)
  - 맨체스터 시티 6-3 아스널 (2013년 12월 14일)
  - 스토크 시티 3-5 리버풀 (2014년 1월 12일)
  - 애스턴 빌라 4-3 웨스트브로미치 앨비언 (2014년 1월 29일)
  - 리버풀 4-3 스완지 시티 (2014년 2월 23일)
  - 카디프 시티 3-6 리버풀 (2014년 3월 22일)

#### 득점 순위
| 순위 | 선수                     | 팀            | 골 |
| ---- | ------------------------ | ------------- | -- |
| 1    | 루이스 알베르토 수아레스 | 리버풀        | 31 |
| 2    | 대니얼 스터리지          | 리버풀        | 21 |
| 3    | 야야 투레                | 맨체스터 시티 | 20 |
| 4    | 세르히오 아구에로        | 맨체스터 시티 | 17 |
| 4    | 에당 아자르              | 첼시          | 17 |
| 6    | 에딘 제코                | 맨체스터 시티 | 16 |
| 6    | 올리비에 지루            | 아스널        | 16 |
| 6    | 윌프리드 보니            | 스완지 시티   | 16 |
| 9    | 제이 로드리게스          | 사우샘프턴    | 15 |
| 9    | 로멜루 루카쿠            | 에버턴        | 15 |

#### 해트트릭
| 선수                      | 소속          | 상대팀                 | 결과 | 날짜             |
| ------------------------- | ------------- | ---------------------- | ---- | ---------------- |
| 루이스 알베르토 수아레스  | 리버풀        | 웨스트 브로미치 앨비언 | 4-1  | 2013년 10월 26일 |
| 루이스 알베르토 수아레스4 | 리버풀        | 노리치 시티            | 5-1  | 2013년 12월 4일  |
| 애덤 존슨                 | 선덜랜드      | 풀럼                   | 4-1  | 2014년 1월 11일  |
| 사무엘 에투               | 첼시          | 맨체스터 유나이티드    | 3-1  | 2014년 1월 19일  |
| 에당 아자르               | 첼시          | 뉴캐슬 유나이티드      | 3-0  | 2014년 2월 8일   |
| 안드레 쉬를레             | 첼시          | 풀럼                   | 3-1  | 2014년 3월 1일   |
| 야야 투레                 | 맨체스터 시티 | 풀럼                   | 5-0  | 2014년 3월 22일  |
| 루이스 알베르토 수아레스  | 리버풀        | 카디프 시티            | 6-3  | 2014년 3월 22일  |

4: 4골 득점.

### 무실점

#### 선수
| 순위 | 선수                | 클럽                | 무실점 |
| ---- | ------------------- | ------------------- | ------ |
| 1    | 페트르 체흐         | 첼시                | 16     |
| 1    | 보이치에흐 슈쳉스니 | 아스널              | 16     |
| 3    | 팀 하워드           | 에버턴              | 15     |
| 4    | 아르투르 보루츠     | 사우샘프턴          | 14     |
| 4    | 휴고 로리스         | 토트넘 홋스퍼       | 14     |
| 6    | 조 하트             | 맨체스터 시티       | 13     |
| 7    | 존 러디             | 노리치 시티         | 12     |
| 7    | 다비드 데 헤아      | 맨체스터 유나이티드 | 12     |
| 7    | 줄리안 스페로니     | 크리스털 팰리스     | 12     |
| 10   | 비토 마노네         | 선덜랜드            | 11     |

#### 팀
- 최다 무실점:[2] 18
  - 첼시

- 최소 무실점:[2] 5
  - 풀럼

### 징계

#### 선수
- 최다 경고[13]: 11
  - 파블로 사발레타 (맨체스터 시티)

- 최다 퇴장[13]: 3
  - 웨스 브라운 (선덜랜드)

#### 팀
- 최다 경고:[14] 78
  - 애스턴 빌라

- 최다 퇴장:[14] 7
  - 선덜랜드

## 시상

### 월간상
| 달   | 이달의 감독상       | 이달의 감독상        | 이달의 선수상                                        | 이달의 선수상     | 참조   |
| 달   | 감독                | 팀                   | 선수                                                 | 팀                | 참조   |
| ---- | ------------------- | -------------------- | ---------------------------------------------------- | ----------------- | ------ |
| 8월  | 브렌던 로저스       | 리버풀               | 대니얼 스터리지                                      | 리버풀            | [ 15 ] |
| 9월  | 아르센 벵거         | 아스널               | 에런 램지                                            | 아스널            | [ 16 ] |
| 10월 | 마우리시오 포체티노 | 사우샘프턴           | 세르히오 아구에로                                    | 맨체스터 시티     |        |
| 11월 | 앨런 파듀           | 뉴캐슬 유나이티드    | 팀 크륄                                              | 뉴캐슬 유나이티드 |        |
| 12월 | 마누엘 페예그리니   | 맨체스터 시티        | 루이스 알베르토 수아레스                             | 리버풀            | [ 17 ] |
| 1월  | 마누엘 페예그리니   | 맨체스터 시티        | 애덤 존슨                                            | 선덜랜드          | [ 18 ] |
| 2월  | 샘 앨러다이스       | 웨스트 햄 유나이티드 | 대니얼 스터리지                                      | 리버풀            |        |
| 3월  | 브렌던 로저스       | 리버풀               | 루이스 알베르토 수아레스 & 스티븐 제라드 (공동 수상) | 리버풀            |        |
| 4월  | 토니 퓰리스         | 크리스털 팰리스      | 코너 위컴                                            | 선덜랜드          |        |

### 연간상

#### 프리미어리그 올해의 감독
토니 퓰리스가 올해의 프리미어리그 감독상을 수상하였다.

#### 프리미어리그 올해의 선수
루이스 알베르토 수아레스가 올해의 프리미어리그 선수상을 수상하였다.

#### PFA 올해의 선수
루이스 알베르토 수아레스가 PFA 올해의 선수상을 수상하였다.

#### PFA 올해의 팀
- 골키퍼: 페트르 체흐 (첼시)
- 수비수: 셰이머스 콜먼 (에버턴), 게리 케이힐 (첼시), 뱅상 콩파니 (맨체스터 시티), 루크 쇼 (사우샘프턴)
- 미드필더: 스티븐 제라드 (리버풀), 에당 아자르 (첼시), 야야 투레 (맨체스터 시티), 애덤 랄라나 (사우샘프턴)
- 공격수: 루이스 알베르토 수아레스 (리버풀), 대니얼 스터리지 (리버풀)